# Harukaze (cacciatorpediniere)
L'Harukaze (春風? lett. "Vento di primavera"), sino al 1º agosto 1928 denominato 5-Gō kuchikukan (第5駆逐艦? lett. "cacciatorpediniere Numero 5"), è stato un cacciatorpediniere della Marina imperiale giapponese, terza unità della classe Kamikaze. Fu varato nel dicembre 1922 dal cantiere navale dell'arsenale di Maizuru.
Membro della 5ª Divisione cacciatorpediniere, tra il dicembre 1941 e il marzo 1942 operò in supporto allo sbarco nipponico ad Aparri su Luzon e ad alcune azioni nella campagna delle Indie orientali olandesi, partecipando infine alla battaglia dello Stretto della Sonda durante la quale subì danni alle macchine. Dalla primavera 1942 fu impegnato in compiti di scorta tra Singapore, l'Indocina, le ex-Indie orientali olandesi e la Nuova Guinea; in novembre, però, fu gravemente danneggiato da una mina e non poté riprendere servizio sino all'agosto 1943. Per il resto del conflitto si occupò di difendere convogli tra il Giappone, le Filippine e le basi militari di Formosa. Verso la fine del 1944 fu danneggiato da un sommergibile e nel gennaio 1945 fu immobilizzato da un attacco aereo: dovette essere trainato fino a Sasebo, ma la situazione del Giappone era tale che non si poté ripararlo. Alla conclusione delle ostilità fu catturato e nel 1947 fu o demolito, o affondato per farne un frangiflutti.

## Servizio operativo

### Costruzione
Il cacciatorpediniere Harukaze fu ordinato nell'anno fiscale edito dal governo giapponese nel 1918, inizialmente indicato come "cacciatorpediniere Numero 5" (in lingua giapponese 5-Gō kuchikukan). La sua chiglia fu impostata nel cantiere navale dell'arsenale di Maizuru il 16 maggio 1922 e il varo avvenne il 18 dicembre dello stesso anno; fu completato il 31 maggio 1923 e il 1º agosto 1928 assunse il suo nome definitivo, avendo la Marina imperiale abbandonato alla data il sistema di nomenclatura del naviglio leggero con soli numeri.

### 1941-1942
Tra il 1940 e il 1941 l'Harukaze, allora al comando del capitano di corvetta Keiji Koeu, fu assegnato alla 5ª Divisione cacciatorpediniere con i gemelli Asakaze (nave ammiraglia), Matsukaze e Hatakaze; la divisione dipendeva dalla 5ª Squadriglia che a sua volta era agli ordini della 3ª Flotta. Il 26 novembre 1941 l'Harukaze e il resto dello squadrone lasciarono lo Stretto di Terashima, sulla costa settentrionale di Kyūshū, e tre giorni dopo si fermarono alla base militare di Mako nelle Pescadores in vista delle imminenti operazioni nel Sud-est asiatico. Il 7 dicembre salpò con il gruppo di invasione incaricato di sbarcare ad Aparri: l'operazione avvenne con successo il 10 dicembre e l'Harukaze subì danni superficiali durante una solitaria incursione aerea americana. Il 22 l'Harukaze e i gemelli furono presenti all'importante sbarco nel Golfo di Lingayen, che riuscì senza troppe difficoltà; fu pertanto inviato all'Isola di Formosa e dal 31 dicembre al 18 gennaio 1942 rimase impegnato nella difesa di alcuni convogli carichi di truppe che sbarcavano a Singora. Riunitosi al resto della 5ª Squadriglia, tra il 2 e l'8 febbraio lo seguì nella scorta a un ennesimo convoglio che si fermò alla baia di Cam Ranh e, dopo la metà del mese, lo Harukaze e il resto della divisione furono integrati nello schermo difensivo del gruppo occidentale d'invasione per Giava. Tale assembramento iniziò a sbarcare nella notte tra 28 febbraio e il 1º marzo, ma fu disturbato dalla fuga degli incrociatori USS Houston e HMAS Perth australiano: scoppiò una breve ma violenta battaglia, durante la quale lo Harukaze lanciò alcuni siluri che contribuirono a fermare e affondare le due navi. Fu però inquadrato da alcuni proietti (sparati dall'Houston) che uccisero tre uomini e ne ferirono altri quindici, oltre a danneggiare leggermente il ponte di comando, la sala macchine e il timone. Giava fu conquistata il 9 marzo e il giorno dopo la 5ª Squadriglia fu sciolta; l'Harukaze e le unità gregarie passarono sotto il comando dell'appena costituita 1ª Flotta di spedizione del sud, una delle componenti della Flotta dell'Area sud-occidentale. Dopo aver accompagnato un convoglio da Giava a Singapore (10-13 marzo), lo Harukaze si fermò nel munito arsenale locale e fu riparato in sei giorni; il 19 poté salpare per vigilare sui convogli destinati a Penang e Rangoon, rinforzi alla vittoriosa 15ª Armata che stava occupando la Birmania, e quindi rientrare il 14 aprile a Singapore.
A partire dal 25 aprile l'Harukaze iniziò un regolare ciclo di missioni di scorta nelle acque dell'Indocina, tornando a Singapore per rifornimento, che lo tenne occupato per il resto della primavera e l'estate. A settembre si fermò invece a Surabaya e da qui salpò il 19 per difendere un convoglio sino alla base di Rabaul. Rientrato a Surabaya, passò il 30 settembre al comando del tenente di vascello Yoshihisa Morimoto e nelle settimane seguenti fu assegnato alle operazioni navali nella Nuova Guinea occidentale; il 1º novembre lasciò l'isola di Ambon a fianco di un convoglio carico di truppe, destinato all'isola. Il 16, mentre manovrava per entrare nel porto di Surabaya, urtò una mina e la risultante esplosione strappò via la prua; l'equipaggio riuscì a non far affondare l'Harukaze che, sin dal giorno successivo, fu posto in bacino di carenaggio: tuttavia le risorse locali erano limitate e le riparazioni servivano a far sì che la nave potesse tornare in Giappone con mezzi propri.

### 1943-1944
Durante il lungo raddobbo, il 25 febbraio 1943, la 5ª Divisione fu disattivata e l'Harukaze fu riassegnato d'ufficio alla 1ª Divisione di scorta, assegnata alla Flotta dell'Area sud-occidentale per la protezione delle rotte marittime; in realtà, il 15 aprile fu riclassificato come nave della riserva. Il 2 maggio le riparazioni furono terminate e l'Harukaze poté partire l'8 da Giava in direzione dell'arsenale di Kure, che toccò il 27 maggio: qui avvenne la ricostruzione definitiva, durata tre mesi. Nel corso dell'esteso lavoro ebbe una dotazione contraerea completamente nuova, basata su sei o dieci cannoni Type 96 da 25 mm L/60 suddivisi in tre/cinque installazioni doppie, sette/dieci altri Type 96 e quattro mitragliatrici pesanti Type 93 da 13,2 mm su affusto singolo; la scorta di bombe di profondità aumentò infine a quaranta circa. Per fare spazio ai nuovi equipaggiamenti furono rimossi il cannone poppiero numero 4 da 120 mm, l'apparato lanciasiluri più arretrato e le mitragliatrici da 7,7 mm. In conseguenza di tali interventi il dislocamento a vuoto aumentò a 1 547 tonnellate e la velocità massima cadde a 35 nodi.
Il 25 agosto l'Harukaze, tornato in completa efficienza, era stato trasferito agli ordini diretti del 2º Distretto navale con quartier generale a Kure. Il 6 settembre lasciò la base assieme a un convoglio che fece arrivare indenne alle isole Palau e, da qui, prese in carico due trasporti il 23 settembre, arrivando a Ujina il 9 ottobre senza incidenti. Il 5 novembre passò al comando del capitano di corvetta Tsuyoshi Fukuyama ma per oltre un mese le sue attività non sono note. Il 18 dicembre salpò da Saeki per le Palau accompagnando un convoglio, che arrivò a destinazione il 29. Tra il 1º e il 12 gennaio 1944 l'Harukaze fece il viaggio inverso con un altro gruppo di mercantili che si fermò a Saeki, da dove si portò a Moji; il 25 ripartì in missione di scorta alle Palau, completata il 5 febbraio, quindi sino al 1º marzo rimase difese i convogli da Formosa all'arcipelago. Rientrato in Giappone, protesse nella seconda metà di marzo un convoglio da Moji a Takao e in primavera operò lungo la rotta Takao-Manila. Il servizio reso in estate e all'inizio dell'autunno 1944 non è però conosciuto nei dettagli e si sa solo che a inizio ottobre fu dirottato per rafforzare lo schermo di un convoglio diretto a Miri, nel Borneo ex britannico. Tornò poi a Manila e ne partì il 20 con la scorta del convoglio Mata Numero 30, destinato a Takao: nel corso della navigazione, conclusasi il 26, affondò molto probabilmente il sommergibile USS Shark. Il 4 novembre, mentre stava dirigendo nuovamente sulle Filippine, fu però colto di sorpresa dal sommergibile USS Sailfish nello Stretto di Luzon, che gli arrecò danni di una certa gravità con un siluro. L'Harukaze fu soccorso e riportato a Takao.

### 1945 e destino finale
Il 10 gennaio 1945 l'Harukaze, con ogni probabilità riparato, fu assegnato alla 1ª Flotta di scorta dipendente dal Comando generale scorte. Il 21, però, fu bersaglio di alcuni velivoli imbarcati della Task force 38 che stavano attaccando le basi giapponesi su Formosa e sulle Pescadores e subì danni abbastanza importanti all'apparato motore. Fu dunque trainato in Giappone e il 29 fu infine lasciato a Sasebo per le opportune riparazioni; designato nave della riserva il 30 aprile, non fu mai rimesso in sesto e dopo la capitolazione giapponese dell'agosto-settembre 1945 fu preso in consegna dalle autorità d'occupazione statunitensi, che provvidero a rimuovere ogni arma e attrezzatura militare: il successivo 10 novembre fu depennato dai registri della Marina imperiale.
Nell'estate 1947 le potenze vincitrici decisero il destino del cacciatorpediniere e dell'altro naviglio leggero giapponese catturato; la spartizione avvenne nel corso di quattro incontri al quartier generale dello SCAP: durante la terza di queste riunioni, avvenuta il 15 agosto, l'Harukaze fu assegnato agli Stati Uniti. In ogni caso, Washington non ritenne opportuno o utile trasferire nei porti nazionali le navi ottenute e, piuttosto, decise di lasciare i vascelli ex nipponici proprio in Giappone e di farne uso fino al completo logorio o perdita. Questo valse soprattutto per il malridotto Harukaze che, prima della fine dell'anno, fu zavorrato e affondato poco fuori il porto di Takeno, per farne un frangiflutti. La sua fine non è comunque certa, poiché altre fonti sostengono che fu demolito nel corso del 1947.